# Nyckeln och ringen
Nyckeln och ringen är en svensk dramafilm från 1947 i regi av Anders Henrikson, byggd på teaterpjäsen med samma namn från 1919 av August Brunius.

## Handling
John Berner är konsul och hans jobb har sedan en tid tillbaka gått före hans fru. Hon har bara att trösta sig med att det är Johns jobb och inte en annan kvinna som tar upp hans tid.

## Om filmen
Filmen hade Sverigepremiär 29 september 1947 i Hudiksvall. Till Stockholm kom den i november samma år. Nyckeln och ringen spelades in sommaren 1947. Filmen har aldrig visats på TV.

## Rollista i urval
- Anders Henrikson - John Berner
- Aino Taube - Anna Berner
- Sven-Axel Carlsson - Harald Berner
- Ulf Berggren - Birger Berner
- Lauritz Falk - Ivar Berner
- Hilda Borgström - farmor
- Eva Dahlbeck - Eva Berg
- Ulla Sallert - Margareta Löving
- Olle Hilding - kamrer Falk